# Jack Aiken
Pas d'image ? Cliquez ici

a Compétitions nationales et continentales officielles uniquement.

Jack Aiken, né le 2 décembre 2001, est un joueur de rugby à XIII néo-zélandais évoluant au poste d'arrière ou de centre dans les années 2020.
Jack Aiken se forme au rgby à XIII au sein des équipes jeunes du Melbourne Storm et des Canterbury Bulldogs, puis effectue un passage aux Redcliffe Dolphins en Queensland Cup. En 2024 à 22 ans, le club français de Villeneuve R.L. parvient à l'attirer pour disputer le Championnat de France. Sa première saison est une réussite car il y est l'un des acteurs de la qualification du club, entraîné par Constant Villegas, en phase finale et est nommé  « meilleur joueur » du Championnat devant Zachary Santo par le journal L'Indépendant succédant à Lucas Albert.

## Palmarès
- Individuel : 
  - Meilleur joueur du Championnat de France : 2025 (Villeneuve).

### Détails en club
| Saison    | Saison          | Championnat | Championnat | Championnat | Championnat | Championnat | Championnat | Championnat | Coupe | Coupe      |
| Saison    | Saison          | Comp.       | Class.      | M           | Pts         | Ess.        | Buts        | Dp.         | Comp. | Class.     |
| --------- | --------------- | ----------- | ----------- | ----------- | ----------- | ----------- | ----------- | ----------- | ----- | ---------- |
| 2024-2025 | Villeneuve R.L. | CHF         |             | 15          | 66          | 16          | 6           | -           | 2025  | 1/4 finale |